# Шінсуй Іто
Іто Шінсуй (伊東 深水, 4 лютого 1898 — 8 травня 1972) — японський художник та майстер укійо-е періодів Тайшьо та Шьова. Один із найвідоміших представників напряму шін-ханґа. Справжнє ім'я — Іто Хаджіме (伊東 一).

## Біографія
Народився у районі Фукаґава міста Токіо. Після того, як збанкротів його батько, був змушений кинути початкову школу вже у третьому класі і став підмайстром у крамниці дереворитів. Саме це пробудило у Іто інтерес до мистецтва.
У 1911 році Іто почав навчання у Кабураґі Кійоката (який і дав йому псевдонім «Шінсуй») і в наступному році випустив свою першу роботу. Невдовзі він вже брав участь у різноманітних публічних виставках. Його талант відразу оцінили і в результаті Іто отримав запрошення на роботу в Tokyo Nichi Nichi Shimbun, де створював ілюстрації для газет.
Як і більшість митців течії шін-ханґа, Іто співпрацював з Ватанабе Шьодзабуро. У цей період Іто прославився своїми роботами у жанрі біджін-ґа («портрети красунь»), хоча іноді також творив пейзажі.
Іто заснував власну студію у 1927 році. Попри те, що більшість ранніх робіт як стилем, так і зображуваними сюжетами наслідували традиційні укійо-е, техніка Іто була революційною. Спочатку він аквареллю малював «оригінал», з якого майстри потім створювали власне принти.
Під час Тихоокеанської війни, японський уряд замовив у Іто роботи на пропагандистську тематику. Він подорожував окупованими територіями у Південно-Східній Азії та Океанії і за цей час створив близько 3000 ескізів. Після закінчення війни, він переїхав з Токіо до міста Коморо (префектура Наґано), а у 1949 перебрався у Камакура (префектура Канаґава).
Іто Шінсуй був одним з найвідоміших та найшанованіших представників японського суспільства. Впродовж свого життя він отримав багато відзнак та нагород. У 1952 році Комісія зі збереження культурних цінностей (Bunkazai Hōgō Iinkai) оголосила його роботи частиною "нематеріальної культурної спадщини", що на той час було еквівалентом присвоєння статусу Живого національного скарбу. У 1958 році він став членом Академії мистецтв Японії. У 1970 — був нагороджений Орденом Вранішнього Сонця.
Іто Шінсуй помер у 1972 від раку. Він похований на території храму Рюсо-ін (隆崇院遠景) у районі Шінаґава, Токіо.
Дочка Іто, Юкіджі Асаока, була актрисою та співачкою.
Пошта Японії випускала комеморативні марки на основі робіт Іто двічі: у 1974 та 1983 роках.

## Відомі роботи
- Вісім краєвидів озера Біва — 1917—1918
- Дванадцять фігур нових красунь — 1922—1923
- Колекція сучасних красунь — 1929—1931
- Дванадцять краєвидів Ошіма — 1937—1938
- Три краєвиди гори Фуджі — 1938—1939
- Десять краєвидів Шінано — 1948
- Дегустація прянощів — 1950

Роботи Іто Шінсуй зберігаються у багатьох музеях по всьому світу, включаючи Британський музей, Художній музей Вірджинії, Музей мистецтв у Сан-Франциско, Бостонський Музей витончених мистецтв, Музей мистецтв Індіанаполіса, Музей мистецтв округу Лос-Анджелес, Бруклінський музей, Гарвардський художній музей та інші.